# Villa del Duca di Bivona
La villa del Duca di Bivona Pietro de Luna, primo duca di Bivona, era situata a Palermo e risaliva alla prima metà del Cinquecento.
Nel XVI secolo questa proprietà si trovava a circa mezzo miglio dall'antica cinta muraria della città, ma la residenza del Duca era compresa tra il "Piano Sant'Oliva" (ovvero le attuali piazze Sant'Oliva, Castelnuovo e Politeama), il "Piano delle Croci", il Borgo di Santa Lucia e la Contrada delle Terre Rosse: quelle che oggi sono le zone più frequentate dai palermitani e che costituiscono gran parte del centro della città, allora erano i giardini del Duca della già affermata città di Bivona.
La villa subì tantissime modifiche nel corso dei secoli: oggi di essa rimane solamente la Chiesa delle Croci, che in origine fu la casena del Duca di Bivona.